# Astragalus kochakii
Astragalus kochakii är en ärtväxtart som beskrevs av Aytaç och Hayri Duman. Astragalus kochakii ingår i släktet vedlar, och familjen ärtväxter. Inga underarter finns listade i Catalogue of Life.